# مفارقة بيتو

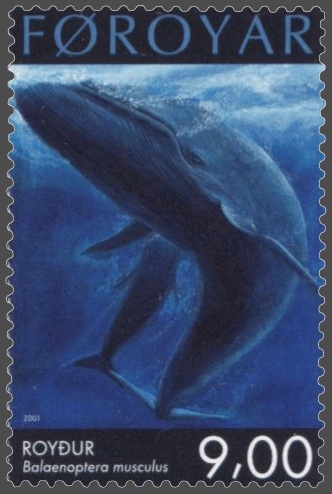

مفارقة بيتو هي ملاحظة سميت باسم الإحصائي الإنجليزي وعالم الأوبئة ريتشارد بيتو حيث انه على ما يبدو بأن حدوث السرطان لا يرتبط بعدد الخلايا الموجودة في الكائن الحي وهنا على سبيل المثال فإن الإصابة بسرطان في البشر أعلى بكثير من حدوثها في الحيتان. هذا على الرغم من حقيقة أن الحوت لديها خلايا أكثر من الإنسان. إذا كان احتمال حدوث التسرطن ثابت عبر الخلايا فقد يتوقع المرء أن تكون نسبة الإصابة بسرطان الحيتان أعلى من معدل الإصابة بالبشر.

## وصلات خارجية
- الأفيال لديها سلاح سري ضد السرطان علي موقع جريدة الشرق الأوسط